# Società Polisportiva Ars et Labor 1988-1989
Questa voce raccoglie le informazioni riguardanti la Società Polisportiva Ars et Labor nelle competizioni ufficiali della stagione 1988-1989.

## Stagione
Nella stagione 1988-1989 la SPAL disputa il campionato di Serie C1, raccoglie 24 punti con il penultimo posto in classifica, scendendo così per la prima volta nella sua gloriosa storia nella quarta serie nazionale, la Serie C2. Il presidente Francesco Nicolini, stante le difficoltà finanziarie deve cedere i giocatori migliori, arrivano molti giovani inesperti. Nel precampionato il (3-3) con i brasiliani del Flamengo è un fuoco di paglia. 
L'allenatore Giorgio Veneri non resiste a lungo ai risultati scadenti dei biancoazzurri nella prima parte di campionato, ed alle proteste dell'ambiente. La sua sostituzione a fine anno con Francesco Paolo Specchia però non paga, perché è la squadra a palesare limiti strutturali. Qualche gioia calcistica arriva dalla Coppa Italia Serie C, dopo aver vinto il proprio girone e superato sedicesimi di finale, gli ottavi, i quarti e le semifinali, la SPAL arriva in finale ma deve cedere nel doppio confronto con il Cagliari, che conquista il trofeo.

## Rosa
| N. |                   | Ruolo | Calciatore              |
| -- | ----------------- | ----- | ----------------------- |
|    | Italia (bandiera) | C     | Alessandro Bertoni      |
|    | Italia (bandiera) | C     | Marcello Benini         |
|    | Italia (bandiera) | C     | Davide Biolcati Rinaldi |
|    | Italia (bandiera) | C     | Giuseppe Brescia        |
|    | Italia (bandiera) | C     | Alessandro Carta        |
|    | Italia (bandiera) | C     | Francesco Cini          |
|    | Italia (bandiera) | A     | Massimo Cicconi         |
|    | Italia (bandiera) | D     | Ivano Comba             |
|    | Italia (bandiera) | D     | Stefano Di Chiara       |
|    | Italia (bandiera) | D     | Alessandro Dozio        |
|    | Italia (bandiera) | A     | Sauro Fattori           |

| N. |                   | Ruolo | Calciatore              |
| -- | ----------------- | ----- | ----------------------- |
|    | Italia (bandiera) | P     | Alberto Fontana         |
|    | Italia (bandiera) | D     | Giacomo Gattuso         |
|    | Italia (bandiera) | D     | Fabio Mastrocinque      |
|    | Italia (bandiera) | C     | Riccardo Monguzzi       |
|    | Italia (bandiera) | C     | Fabio Novelli           |
|    | Italia (bandiera) | A     | Massimo Pedrali         |
|    | Italia (bandiera) | C     | Massimo Pellegrini      |
|    | Italia (bandiera) | P     | Giambattista Piacentini |
|    | Italia (bandiera) | D     | Stefano Primizio        |
|    | Italia (bandiera) | C     | Matteo Superbi          |
|    | Italia (bandiera) | A     | Paolo Valori            |

## Risultati

### Serie C1 (girone A)

#### Girone di andata
| Arbitro: | Lattuada (Legnano) |

|                                                    |           |                 |
| Pellegrini 22’ Monguzzi 42’ Valori 48’, 89’ (rig.) | Marcatori | 45’ Del Francia |

| Arbitro: | Rosica (Roma) |

|                       |           |                   |
| Bianchi 66’ Salvi 83’ | Marcatori | 38’ M. Pellegrini |

| Arbitro: | Marchi (Padova) |

|                  |           |  |
| Belardinelli 45’ | Marcatori |  |

| Ferrara 2 ottobre 1988 4ª giornata | SPAL                 | 0 – 0 | Centese | Stadio Paolo Mazza\| Arbitro: \| Lombardi (La Spezia) \| |
| Arbitro:                           | Lombardi (La Spezia) |       |         |                                                          |

| Arbitro: | Scaramuzza (Mestre) |

|                                         |           |  |
| Mariano 46’ Chiappino 65’ O. Tacchi 81’ | Marcatori |  |

| Arbitro: | Cinciripini (Ascoli Piceno) |

|                   |           |  |
| M. Pellegrini 37’ | Marcatori |  |

| Arbitro: | Ceccarelli (Ciampino) |

|                             |           |  |
| Recaldini 83’ Calabrese 87’ | Marcatori |  |

| Arbitro: | Rossignoli (Firenze) |

|                  |           |  |
| Valori 5’ (rig.) | Marcatori |  |

| Arbitro: | Bortoli (Schio) |

|                         |           |  |
| Balli 67’ Di Nicola 82’ | Marcatori |  |

| Arbitro: | Limone (Torino) |

|             |           |           |
| Fattori 59’ | Marcatori | 31’ Sorbi |

| Arbitro: | Brignoccoli (Ancona) |

|                         |           |                               |
| Perrotta 54’ Sergio 81’ | Marcatori | 2’ (rig.) Valori 78’ Primizio |

| Arbitro: | Brasca (Busto Arsizio) |

|             |           |               |
| Brescia 48’ | Marcatori | 9’ Cantarutti |

| Modena 4 dicembre 1988 13ª giornata | Modena           | 0 – 0 | SPAL | Stadio Alberto Braglia\| Arbitro: \| Cardona (Milano) \| |
| Arbitro:                            | Cardona (Milano) |       |      |                                                          |

| Arbitro: | D'Ambrosio (Padova) |

|             |           |                         |
| Brescia 33’ | Marcatori | 70’ M. Rossi 89’ Turchi |

| Arbitro: | Scardia (Lecce) |

|                |           |  |
| Brandolini 27’ | Marcatori |  |

| Arbitro: | Conocchiari (Macerata) |

|  |           |                            |
|  | Marcatori | 18’ Protti 86’ Cornacchini |

| Arbitro: | Rosica (Roma) |

|                  |           |  |
| Dozio 50’ (aut.) | Marcatori |  |

#### Girone di ritorno
| Livorno 15 gennaio 1989 18ª giornata | Pro Livorno       | 0 – 0 | SPAL | Stadio Ardenza\| Arbitro: \| Gazzetta (Mestre) \| |
| Arbitro:                             | Gazzetta (Mestre) |       |      |                                                   |

| Ferrara 22 gennaio 1989 19ª giornata | SPAL             | 0 – 0 | Lucchese | Stadio Paolo Mazza\| Arbitro: \| Cardona (Milano) \| |
| Arbitro:                             | Cardona (Milano) |       |          |                                                      |

| Arbitro: | Pellegrino (Barcellona Pozzo di Gotto) |

|                          |           |                           |
| Fattori 83’ Monguzzi 90’ | Marcatori | 20’ Bresciani 44’ Giunchi |

| Arbitro: | Rocchi (Roma) |

|            |           |                    |
| Pedone 34’ | Marcatori | 62’ (rig.) Fattori |

| Ferrara 19 febbraio 1989 22ª giornata | SPAL            | 0 – 0 | Spezia | Stadio Paolo Mazza\| Arbitro: \| Tommasi (Pavia) \| |
| Arbitro:                              | Tommasi (Pavia) |       |        |                                                     |

| Carrara 5 marzo 1989 23ª giornata | Carrarese          | 0 – 0 | SPAL | Stadio Dei Marmi\| Arbitro: \| Contente (Salerno) \| |
| Arbitro:                          | Contente (Salerno) |       |      |                                                      |

| Arbitro: | Rossignoli (Firenze) |

|              |           |             |
| Monguzzi 20’ | Marcatori | 41’ R. Gori |

| Arbitro: | Colbertaldo (Bassano del Grappa) |

|             |           |  |
| Zamuner 55’ | Marcatori |  |

| Arbitro: | Bettin (Padova) |

|                          |           |                        |
| Monguzzi 23’ Brescia 75’ | Marcatori | 2’ (aut.) S. Di Chiara |

| Mestre 9 aprile 1989 27ª giornata | Venezia-Mestre  | 0 – 0 | SPAL | Stadio Francesco Baracca\| Arbitro: \| Rausa (Cosenza) \| |
| Arbitro:                          | Rausa (Cosenza) |       |      |                                                           |

| Arbitro: | Russo (Chieti) |

|  |           |                           |
|  | Marcatori | 33’ Zerbio 72’ Pedrazzini |

| Arbitro: | Cesari (Genova) |

|                       |           |                    |
| Pizzi 39’, 87’ (rig.) | Marcatori | 90’ (rig.) Fattori |

| Arbitro: | Rivola (Roma) |

|                                |           |  |
| M. Pellegrini 49’ Monguzzi 87’ | Marcatori |  |

| Arbitro: | Bazzoli (Merano) |

|                                          |           |  |
| Monza 17’ Righetti 45’ M. Rossi 52’, 71’ | Marcatori |  |

| Arbitro: | Arena (Ercolano) |

|              |           |           |
| Monguzzi 63’ | Marcatori | 41’ Stilo |

| Arbitro: | Marchi (Padova) |

|                              |           |             |
| Benaglia 50’ Cornacchini 58’ | Marcatori | 80’ Brescia |

| Arbitro: | Rivola (Roma) |

|  |           |            |
|  | Marcatori | 41’ Papais |

### Coppa Italia Serie C

#### Fase eliminatoria a gironi
| Arbitro: | Bazzoli (Merano) |

|                   |           |               |
| M. Pellegrini 26’ | Marcatori | 31’ Calderoni |

| Arbitro: | D'Ambrosio (Padova) |

|                  |           |  |
| Carta 63’ (rig.) | Marcatori |  |

| Ravenna 28 agosto 1988 3ª giornata | Ravenna                        | 0 – 0 | SPAL | Stadio Bruno Benelli\| Arbitro: \| Benazzoli (Bassano del Grappa) \| |
| Arbitro:                           | Benazzoli (Bassano del Grappa) |       |      |                                                                      |

| Arbitro: | Zebellin (Bassano del Grappa) |

|             |           |                        |
| Orlandi 12’ | Marcatori | 10’ Valori 55’ Cicconi |

| Arbitro: | Cardona (Milano) |

|                                                    |           |                                             |
| Cinquetti 2’ Coltorti 10’ Polidori 23’ F. Pari 85’ | Marcatori | 13’ Monguzzi 60’ (rig.) Valori 70’ Pedriali |

| Arbitro: | Risetti (Voghera) |

|                                            |           |            |
| Cicconi 17’ Primizio 18’ Ottavi 33’ (aut.) | Marcatori | 7’ Gambino |

#### Fase finale
| Arbitro: | Bernardini (Rovigo) |

|            |           |                            |
| Boccia 46’ | Marcatori | 21’ (rig.) Valori 55’ Cini |

| Arbitro: | Chiesa (Livorno) |

|                                                                   |           |  |
| M. Pellegrini 16’, 52’ (rig.) Carta 47’ Pedriali 57’ Monguzzi 59’ | Marcatori |  |

| Arbitro: | Marchi (Padova) |

|                  |           |  |
| Fattori 15’, 45’ | Marcatori |  |

| Livorno 23 febbraio 1989 Ottavi di finale - Ritorno | Pro Livorno      | 0 – 0 | SPAL | Stadio Ardenza\| Arbitro: \| Bazzoli (Merano) \| |
| Arbitro:                                            | Bazzoli (Merano) |       |      |                                                  |

| Arbitro: | Cesari (Genova) |

|                                           |           |                          |
| Monguzzi 47’ (rig.) Dozio 67’ Superbi 76’ | Marcatori | 33’ Russo 56’ Lenarduzzi |

| Trieste 30 marzo 1989 Quarti di finale - Ritorno | Triestina                     | 0 – 0 | SPAL | Stadio Pino Grezar\| Arbitro: \| Zebellin (Bassano del Grappa) \| |
| Arbitro:                                         | Zebellin (Bassano del Grappa) |       |      |                                                                   |

| Arbitro: | Lombardi (La Spezia) |

|                                             |           |                |
| Carta 38’ (rig.), 55’ Cini 44’ Pedriali 60’ | Marcatori | 39’ Zoppellaro |

| Arbitro: | Scaramuzza (Mestre) |

|            |           |  |
| Protti 81’ | Marcatori |  |

| Arbitro: | Fucci (Salerno) |

|  |           |                           |
|  | Marcatori | 70’, 73’ Pani 85’ Barozzi |

| Arbitro: | Rosica (Roma) |

|                        |           |                    |
| Pani 74’ De Amicis 90’ | Marcatori | 51’ (rig.) Fattori |